# Teambank

Logo von easyCredit

Die Teambank AG Nürnberg (Eigenschreibweise TeamBank) ist ein in Nürnberg ansässiges Finanzinstitut, das unter der Marke easyCredit Konsumfinanzierung anbietet. Außerdem bietet das Unternehmen mit dem Produkt easyCredit-Ratenkauf eine Teilzahlungslösung für den E-Commerce und am Point of Sale an. Ein wesentlicher Vertriebskanal sind die Genossenschaftsbanken in Deutschland und Österreich, was firmenintern als Partnerbankengeschäft geführt wird. Der easyCredit bzw. der faire Credit kann derzeit bei 92 Prozent der deutschen und 44 Prozent der österreichischen Genossenschaftsbanken abgeschlossen werden. Daneben wird das Internet als Vertriebsweg genutzt.

## Geschichte
Als erste Vorläuferinstitute der Teambank wurden 1950 die Franken WKV Bank und die Hanseatische Kreditbank gegründet. Am 16. August 1954 öffnete die Noris Kaufhilfe, ebenfalls ein Vorläufer der Teambank, in Nürnberg erstmals die Türen. Die Noris Kaufhilfe änderte ihre Firma 1968 in Noris Bank. Die in Hamburg gegründete Norddeutsche Teilzahlungs-Bank firmierte in Verbraucherbank um. 1984 fusionierte die Noris Bank mit der Verbraucherbank AG zur Noris Verbraucherbank. Am 9. April 1998 entstand die Norisbank AG durch die Fusion der Franken WKV Bank mit der Noris Verbraucherbank. Die Franken WKV Bank hatte zuvor die Kreditbank Mainz, die Hanseatische Kreditbank und die Kreditbank Kiel integriert. Einige Vorläuferinstitute nutzten frühzeitig Wege, die heute als Direkt- oder Onlinebanking bekannt sind.
Zum 1. Oktober 2003 wurde die DZ Bank neuer Großaktionär. Damit wurde die Norisbank AG Mitglied der DZ Bank-Gruppe und somit des genossenschaftlichen FinanzVerbunds. Ende 2006 gingen die Filialen, Kundenverbindungen und der Markenname Norisbank an die Süddeutsche Bank GmbH über, ein Tochterunternehmen der Deutschen Bank. Die Süddeutsche Bank wurde im Zuge dieses Kaufs in Norisbank GmbH umbenannt.
Die vormalige Norisbank AG wurde am 23. Januar 2007 in TeamBank AG Nürnberg umfirmiert. Am 20. Mai 2008 erweiterte die Teambank ihren Geschäftsbereich auf Österreich, wo das Produkt easyCredit über das Internet sowie in den Filialen der verschiedenen Partnerbanken als der faire Credit erhältlich ist.
2022 galt die Teambank als größter Einzelaktionär an der Schufa. Im Jahr darauf betreute das Unternehmen erstmals über eine Million Kunden.

## Konzernstruktur
Die Teambank ist eine Aktiengesellschaft nach deutschem Recht. Sie ist mit Unternehmen wie der Bausparkasse Schwäbisch Hall, Union Asset Management Holding, der R+V Versicherung und weiteren Instituten Teil der DZ-Bank-Gruppe. Ihr Gegenstand ist das Liquiditätsmanagement sowie der Vertrieb der Produkte easyCredit in Deutschland und der faire Credit in Österreich als Ergänzung zu dem Produktangebot der Genossenschaftsbanken im Ratenkreditgeschäft.
Die Teambank wird von der Bundesanstalt für Finanzdienstleistungsaufsicht als CRR-Kreditinstitut geführt.
Der Vorstand wird gebildet aus Christian Polenz als Vorsitzendem sowie Reinhold Rehbichler und Marion Thielemann als weitere Mitglieder des Vorstands. Den Vorsitz des Aufsichtsrates führt Cornelius Riese und als Stellvertreter ist Thomas Ullrich bestellt.

### Kennzahlen
| Überschrift          | 2008    | 2009    | 2010    | 2011    | 2012    | 2013    | 2014    | 2015    | 2016    | 2017    | 2018    | 2019    | 2020    | 2021    | 2022      | 2023      | 2024      |
| -------------------- | ------- | ------- | ------- | ------- | ------- | ------- | ------- | ------- | ------- | ------- | ------- | ------- | ------- | ------- | --------- | --------- | --------- |
| Bilanzsumme (Mrd. €) | 5,209   | 5,667   | 6,220   | 7,309   | 7,854   | 8,179   | 8,582   | 8,641   | 8,981   | 9,78    | 10,34   | 11,25   | 11,07   | 11,66   | 10,6      | 10,64     | 10,9      |
| Mitarbeiterzahl      | 1.025   | 1.046   | 1.033   | 1.016   | 1.095   | 1.098   | 1.187   | 1.071   | 1.019   | 1.034   | 1.047   | 1.096   | 1.142   | 1.109   | 1.075     | 1.071     | 1.031     |
| Kunden               | 443.000 | 500.000 | 520.000 | 562.000 | 591.000 | 621.000 | 626.000 | 622.000 | 638.000 | 833.000 | 877.000 | 944.000 | 962.000 | 984.000 | 1.010.000 | 1.039.000 | 1.071.000 |

## Produkte
Wesentliches Produkt ist der easyCredit. Besonderen Wert in ihrer Produktwerbung legt die Teambank hierbei auf das Thema des finanziellen Spielraums (Kreditrahmen). Ferner bietet die Teambank die easyCredit-Finanzreserve an. Mit dieser Option können Kunden über bis zu 25.000 Euro zusätzlich zu ihrem Kredit verfügen und den gewünschten Betrag ohne erneute Kreditentscheidung abrufen. Seit Juni 2023 ist easyCredit als Wortmarke beim Deutschen Patent- und Markenamt eingetragen.
Das seit 2015 angebotene Produkt easyCredit-Ratenkauf (bis September 2022: Ratenkauf by easyCredit) stellt ein medienbruchfreies Bezahlverfahren für Onlineshops und den stationären Handel dar. Dieses Bezahlverfahren als Teilzahlung für Endkunden ist kein Kredit, sondern Factoring, d. h. die Forderungen des Händlers gegen den Kunden werden vom Kreditinstitut übernommen.
Über die easyCredit-App ermöglicht die Teambank seit Januar 2017, die Kreditbestellung über das Smartphone und ohne dazwischen geschaltete Bankfiliale vorzunehmen. Die Beratung erfolgt in dem Fall über ein Chatfenster oder per Video und die Authentifikation mittels Personalausweis, einen Blick in die Kamera sowie die Eingabe einer TAN.
An Kunden, die nach der Prüfung der Teambank keinen Kredit erhalten oder einen anderen Partner bevorzugen, werden Kredite anderer Banken über die von der Teambank betriebene Plattform Genoflex vermittelt.

## Sponsoring
- Seit ihrer Gründung im Jahr 2004 sponsert die Teambank die in Nürnberg angesiedelte Deutsche Akademie für Fußball-Kultur.[41]
- Von März 2006 bis Juni 2012 trug die Spielstätte des 1. FC Nürnberg den Namen easyCredit-Stadion.[42]
- 2007/8 gründete die Teambank die Stiftung Deutschland im Plus. Ziel der Stiftung ist nach Eigenauskunft die Sensibilisierung der Bevölkerung für einen nachhaltigen und risikobewussten Umgang mit Geld und Kredit. Schwerpunkt der Stiftungsarbeit ist das Engagement für die finanzielle Bildung von Jugendlichen.[43]
- Von Anfang Februar 2007 bis Ende 2017 trug ein Hörsaal am Fachbereich Wirtschaftswissenschaften der Friedrich-Alexander-Universität Erlangen-Nürnberg den Namen easyCredit-Hörsaal.[44] Seit 2018 trägt er den Namen Teambank-Hörsaal.[45] Der Hörsaal im Neubau der Universität mit knapp 400 Plätzen zählt zu den modernsten in Deutschland.
- Seit der Saison 2016/17 ist easyCredit Namensgeber und strategischer Partner der Basketball-Bundesliga.[46][47] Die Zusammenarbeit ist vertraglich bis zum Saisonende 2027/2028 geregelt.[48][49]

## Auszeichnungen
- 2017, 2019: Bester Ratenkredit beim eKomi BankingCheck Award[50][51]
- 2021: Finanzprodukt des Jahres: easyCredit-Ratenkauf (ehemals Ratenkauf by easyCredit)[52]
- 2022: Top Job Arbeitgeber des Jahres, verliehen von dem Zentrum für Arbeitgeberattraktivität mit Sigmar Gabriel als Schirmherr.[53]
- 2022, 2023: Bester Ratenkredit beim eKomi & BankingCheck Award[54][55]